# Areceae

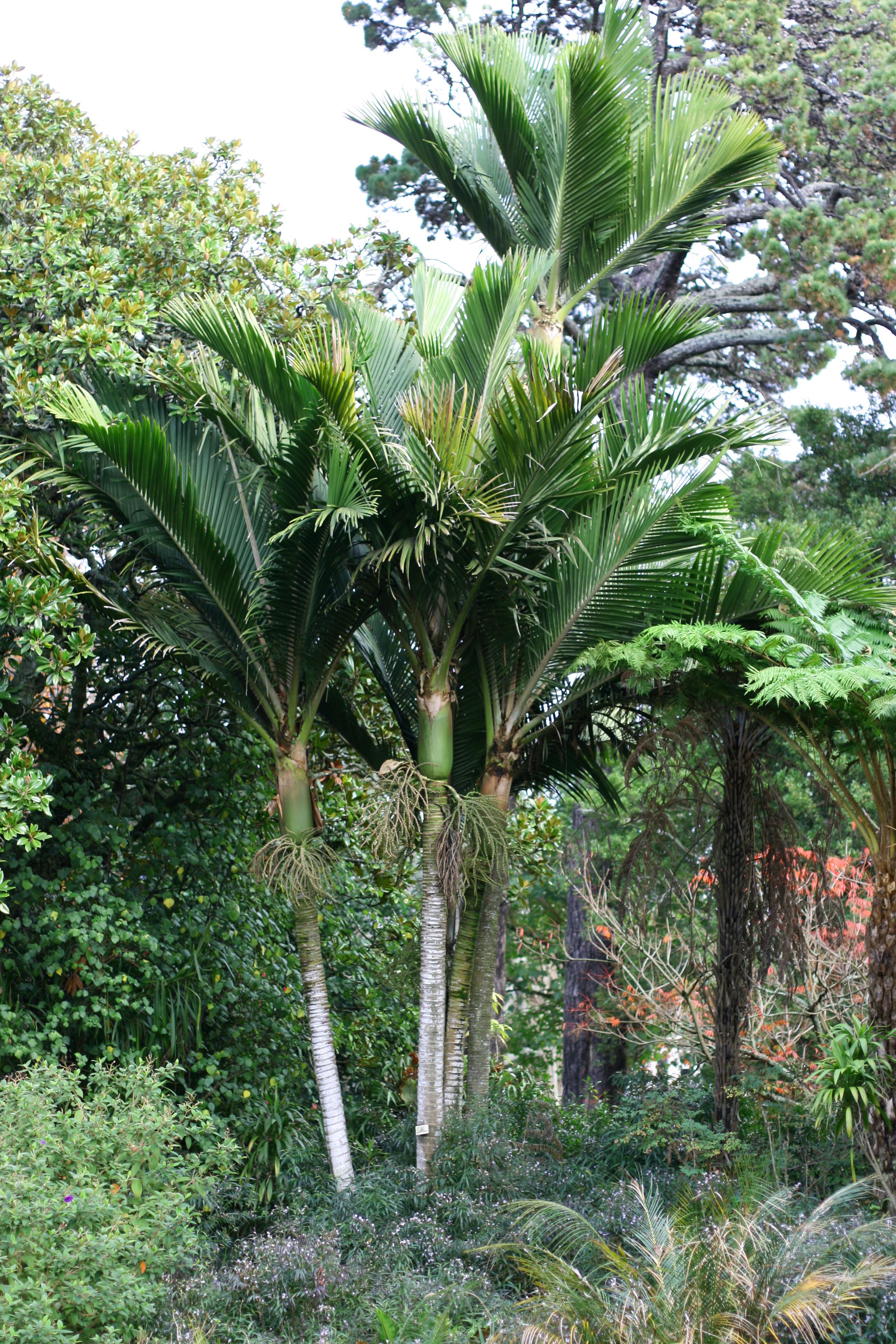
Rhopalostylis baueri de les Kermadec.

Areceae és una tribu de plantes amb flor de la família Arecaceae.

## Característiques
Són palmeres amb troncs normalment erectes i prims. Es troben generalment a les zones tropicals del món. Aquesta tribu inclou la palmera que produeix la nou d'areca.

## Taxonomia
- Archontophoenicinae
  - Actinorhytis
  - Archontophoenix
  - Actinokentia
  - Chambeyronia
  - Kentiopsis

- Arecinae
  - Areca
  - Nenga
  - Pinanga

- Basseliniinae
  - Basselinia
  - Burretiokentia
  - Cyphophoenix
  - Cyphosperma
  - Lepidorrhachis
  - Physokentia

- Carpoxylinae
  - Carpoxylon
  - Satakentia
  - Neoveitchia'

- Clinospermatinae
  - Cyphokentia
  - Clinosperma

- Dypsidinae
  - Dypsis
  - Lemurophoenix
  - Marojejya
  - Masoala

- Linospadicinae
  - Calyptrocalyx
  - Linospadix
  - Howea
  - Laccospadix

- Oncospermatinae
  - Oncosperma
  - Deckenia
  - Acanthophoenix
  - Tectiphiala

- Ptychospermatinae
  - Ptychosperma
  - Ponapea
  - Adonidia
  - Solfia
  - Balaka
  - Veitchia
  - Carpentaria
  - Wodyetia
  - Drymophloeus
  - Normanbya
  - Brassiophoenix
  - Ptychococcus

- Rhopalostylidinae
  - Rhopalostylis
  - Hedyscepe

- Verschaffeltiinae
  - Nephrosperma
  - Phoenicophorium
  - Roscheria
  - Verschaffeltia

- Incertae sedis
  - Bentinckia
  - Clinostigma
  - Cyrtostachys
  - Dictyosperma
  - Dransfieldia
  - Heterospathe
  - Hydriastele
  - Iguanura
  - Loxococcus
  - Rhopaloblaste